# 神州電気
神州電気株式会社（しんしゅうでんき）は島根県出雲市に本社を置き、電気・空調・換気・防災・通信工事を担う中小企業である。